# River Falls (Alabama)
River Falls é uma cidade  localizada no estado americano de Alabama, no Condado de Covington.

## Demografia
Segundo o censo americano de 2000, a sua população era de 616 habitantes.
Em 2006, foi estimada uma população de 619, um aumento de 3 (0.5%).

## Geografia
De acordo com o United States Census Bureau, a localidade tem uma área de 18,4 km², dos quais 17,9 km² cobertos por terra e 0,5 km² cobertos por água. River Falls localiza-se a aproximadamente 45 m acima do nível do mar.

## Localidades na vizinhança
O diagrama seguinte representa as localidades num raio de 16 km ao redor de River Falls.